# Diputació Provincial de Fernando Poo
La Diputació provincial de Fernando Poo va ser una institució pública de Fernando Poo (Espanya), sent l'òrgan de govern i administració d'aquesta província.

## Història
En 1959 els Territoris Espanyols del Golf de Guinea van adquirir l'estatus de províncies espanyoles ultramarines, similar al de les províncies metropolitanes. Per la llei de 30 de juliol de 1959, van adoptar oficialment la denominació de Regió Equatorial Espanyola i es va organitzar en dues províncies: Fernando Poo i Riu Muni.
Al setembre de 1960 va quedar constituïda la Diputació Provincial de Fernando Poo (presidida per Francisco Javier Alzina de Boschi), després de celebrar-se eleccions provincials. Aquest mateix any es van escollir els primers Procuradors en Corts guineans, alguns dels quals ho van anar en representació de la Diputació de Fernando Poo.
La Diputació constava d'un total de vuit membres, dels quals quatre eren triats per consells locals i els altres quatre per corporacions.
La Diputació es mantindria durant l'etapa autonòmica iniciada en 1964, sent el seu president Enrique Gori Molubela. La Diputació de Fernando Poo passaria a formar part de la Assemblea General de Guinea Equatorial, de la qual Gori també va assumir la presidència.
Després de la Independència de Guinea Equatorial, la Diputació de Fernando Poo va ser substituïda pel Consell Provincial de Fernando Poo, presidit per Adolfo Jones.